# J’adoube
j’adoube ([ʒadub], französisch adouber = „zum Ritter schlagen“) ist eine Ansage beim Schachspiel. Eine deutsche Entsprechung ist „Ich rücke zurecht“.

## Anwendung
Im Schach gilt die Berührt-geführt-Regel: Das Berühren einer Figur durch einen Spieler erzwingt deren Ziehen bzw. Schlagen, sofern das regelkonform möglich ist. Möchte ein Spieler lediglich eine ungenau auf dem Brett stehende Figur klar auf das richtige Feld rücken, muss er „j’adoube“ ansagen, um diese Absicht deutlich zu machen. Diese Ansage setzt die Berührt-Geführt-Regel für diese Berührung außer Kraft. „J’adoube“ ist international üblich, aber auch andere Formulierungen sind zulässig, solange sie eindeutig und für Gegner und Schiedsrichter verständlich sind.
Gegnerische Figuren zurechtzurücken gilt als unhöflich und kann als Unsportlichkeit gewertet werden, außer wenn dies am Anfang des Spieles passiert und der Gegner noch nicht da ist. 

## Historisches
Der jugoslawische Großmeister Milan Matulović nahm in einer Partie gegen István Bilek beim Interzonenturnier in Sousse 1967 unter (missbräuchlicher) Berufung auf diese Regel einen schwachen Zug zurück. Trotz Zeugen ließ der Schiedsrichter die Rücknahme durchgehen, was Matulović den Spitznamen „Jadoubovic“ einbrachte.